# Olivo e Pasquale
Olivo e Pasquale (título original en italiano; en español, Olivo y Pasquale) es una ópera bufa en dos actos con música de Gaetano Donizetti y libreto en italiano de Jacopo Ferretti.

## Inspirado
Está basado en la comedia Olivo e Pasquale, de Antonio Simone Sografi (1794). Se estrenó el 7 de enero de 1827 en el Teatro Valle de Roma, Italia.